# Insígnia dels Creuers Auxiliars de Guerra

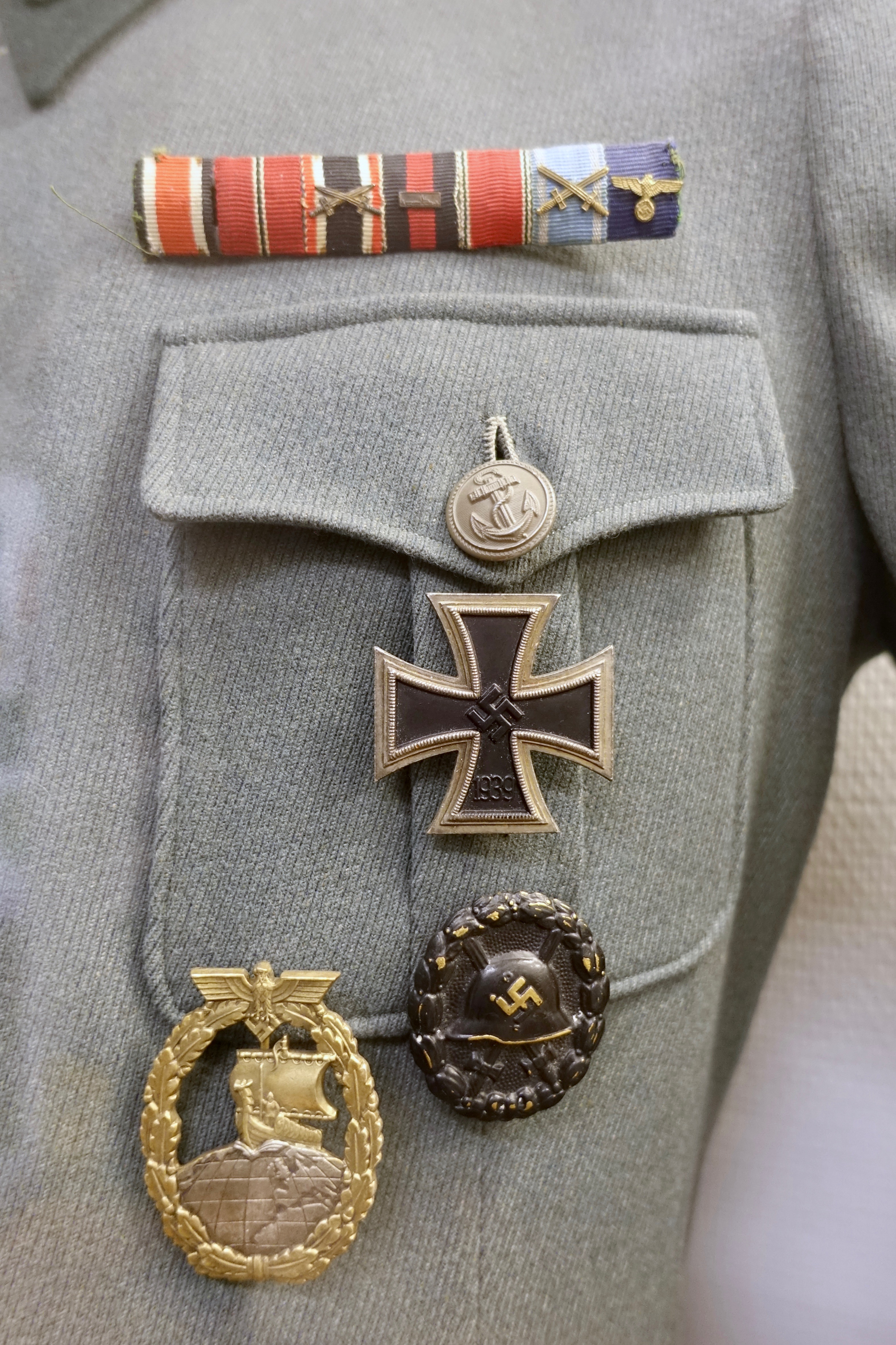

La Insígnia dels Creuers Auxiliars de Guerra (alemany: Kriegsabzeichen für Hilfskreuzer) és una condecoració de guerra de l'Alemanya Nazi, creada pel Großadmiral Erich Raeder el 24 d'abril del 1941. I atorgada a les tripulacions dels creuers auxiliars de la Kriegsmarine.
Els mercants van ser emprats regularment per la Kriegsmarine per assistir els seus contingents d'U-Boots, destructor, creuers i cuirassats. Per altra banda actuaven com a vertaders creuers auxiliars com a mercants armats ofensius destinats a atacar i si calia capturar els mercants enemics.
El 24 d'abril de 1941, el comandant en cap de la Kriegsmarine, Großadmiral Raeder, ordenà la institució d'una insígnia especial per reconèixer la valentia i l'heroisme d'aquests mariners. La insígnia era atorgada als tripulants de vaixells mercants armats actuant com a corsaris de superfície o vaixells de subministrament per:
- Participar en una travessa ofensiva de llarga distància
- Mostrar lideratge en aquestes creuers de combat
- Ser ferit en acció

## Disseny
La insígnia fou dissenyada per Wilhelm Ernst Peekhaus i s'hi mostra un vaixell viking de tipus knarr navegant per l'hemisferi nord del globus, envoltat per una corona de fulles de roure al capdamunt de la qual hi ha l'àliga i l'esvàstica. La corona, l'àliga i el vaixell són daurats, mentre que el globus té un acabat metàl·lic. Es fabricà una versió especial en què l'esvàstica estava ornada de diamants.
En tractar-se d'una insígnia i no d'una condecoració es penjava a la part esquerra inferior ("sota el cor") de la jaqueta de l'uniforme. Els mariners i oficials als quals li havia estat concedida la insígnia la podien continuar portant encara que canviessin de branca de servei dins la marina o un altre cos de les forces armades.
L'únic receptor de la versió amb diamant fou el Kapitän zur See Bernhard Rogge, capità de l'exitós creuer auxiliar Atlantis, l'hi fou atorgada el gener de 1942 de mans del Großadmiral Raeder. El 31 de desembre de 1941 Rogge ja havia estat condecorat amb les Fulles de Roure per a la Creu de Cavaller.